# Marco Valerio Máximo Corvo

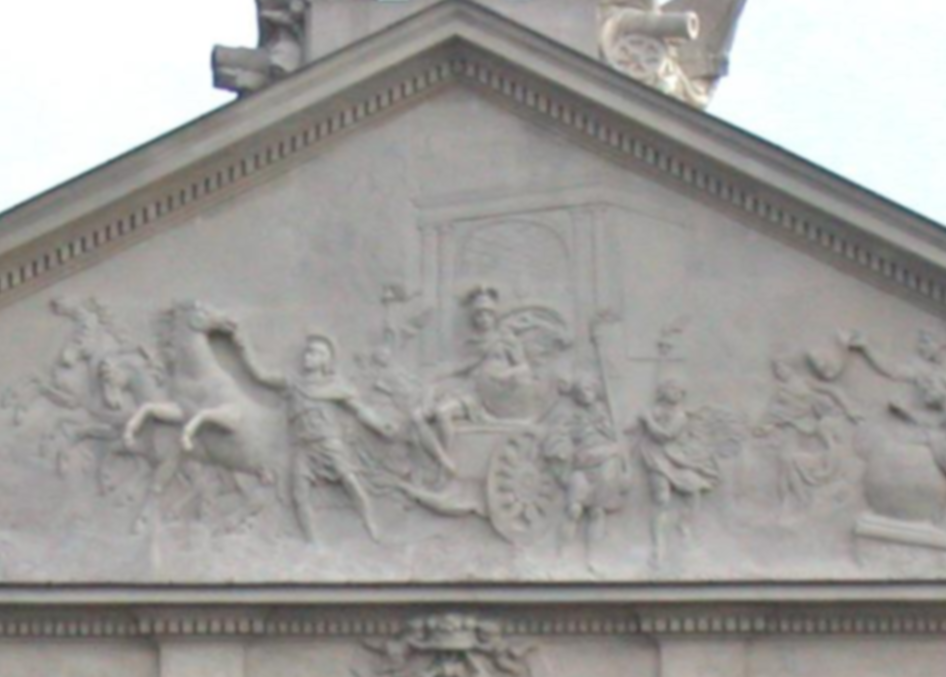
Triunfo de Marco Valerio Máximo Corvo.

Marco Valerio Máximo Corvo  (c. 370-270 a. C.) uno de los hombres más ilustres en la historia temprana de la República romana, nació en medio de las luchas que antecedieron a las leyes Licinias. Su lista de realizaciones es sospechosamente larga, y se considera responsable al cronista Valerio Antias de parte de esa exageración.

## La conquista de su fama
Al ser un miembro de la importante casa Valeria, tuvo su primera oportunidad de distinguirse, como consecuencia de servir en el año 349 a. C. como tribuno militar en el ejército del cónsul Lucio Furio Camilo en su campaña contra los galos. Fue en esta guerra, donde obtuvo el sobrenombre de "Corvus", o "Cuervo", según, al igual que otros muchos de los logros de los primeros héroes romanos, una historia mezclada con la fábula. Un guerrero galo de tamaño gigantesco desafió en combate a cualquiera de los romanos. Este desafío fue aceptado por Valerio después de obtener el consentimiento del cónsul, y al iniciar el combate, un cuervo se posó sobre su casco, y las veces que atacó al galo, el cuervo se lanzó sobre la cara del enemigo, hasta que el bárbaro cayó bajo la espada de Valerio. Una batalla se produjo a continuación, en la que los galos fueron totalmente derrotados. 
El cónsul le obsequió a Valerio diez bueyes y una corona de oro, y el pueblo agradecido lo eligió, en ausencia, cónsul para el año entrante, cuando solo tenía veintitrés años de edad. De esta manera fue cónsul en el año 348 a. C. con Marco Popilio Lenas. Había paz en ese año, tanto en la ciudad como en el extranjero; y se hizo un tratado con Cartago.

## El joven cónsul
En 346 a. C. Corvo fue cónsul por segunda vez con Cayo Petelio Libón Visolo. Llevó la guerra contra los volscos, a quienes derrotó en batalla, y luego tomó Sátrico, la cual quemó completamente, con la sola excepción del templo de Mater Matuta. Obtuvo un triunfo en su regreso a Roma.
En 343 a. C. Corvo fue cónsul por tercera vez con Aulo Cornelio Coso. A pesar de su juventud, Corvo ya estaba considerado como uno de los primeros generales de la República, y fue encargado de llevar a cabo la guerra contra los samnitas, que había estallado en ese año. Su popularidad con los soldados era tan grande como su talento militar, y en consecuencia tenía influencia ilimitada sobre sus tropas. Era distinguido por ser un tipo amable y de buena disposición, y en el campamento tenía el hábito de competir con los soldados comunes en los juegos atléticos que se hacían para pasar las horas de ocio. 

## El capaz general
Después de la más dura y sangrienta batalla con los samnitas, Corvo los derrotó completamente en el monte Gaurus cerca de Cumas; una batalla que, como observa Niebuhr, aunque pocas veces se menciona, es una de las más memorables en la historia del mundo, ya que fue un presagio del resultado de la gran contienda que había entonces comenzado entre sabelianos y latinos por la soberanía de Italia. Mientras tanto, el colega de Corvo había estado en peligro en los pasos de montaña existentes cerca de Caudium, donde los romanos se encontrarían con un desastre veintiún años después, pero el ejército se salvó por el valor de Publio Decio. 
Corvo parece haberse unido a su colega, poco después de estos acontecimientos, y con sus fuerzas unidas, o con las suyas solamente, obtuvo otra brillante victoria sobre los samnitas cerca de Suessula. Cuarenta mil escudos de los que habían sido muertos o de los que habían huido, y ciento setenta enseñas militares se dice que se acumularon ante el cónsul. Su triunfo en su regreso a Roma fue el más brillante que los romanos habían visto hasta entonces. Corvo había ganado estas dos grandes victorias a la edad de 29 años, y es otro ejemplo del hecho de que tan a menudo se encuentran en la historia, que los mayores talentos militares se han desarrollado a una edad temprana.
En el año siguiente, 342 a. C., Corvo fue nombrado dictador en consecuencia de la sublevación del ejército. Las legiones estacionadas en Capua y en las ciudades circundantes de Campania se rebelaron abiertamente, marcharon contra Roma, e instalaron su campamento dentro de los ocho kilómetros de la ciudad. Fueron recibidos por Corvo a la cabeza de un ejército, pero antes de proceder a utilizar la fuerza, les ofreció la paz. Esto fue aceptado por los soldados, que pusieron la confianza implícita en su general favorito, y miembro también de la casa Valeria. A través de su influencia se concedió una amnistía a los soldados, y esto fue seguido por la promulgación de varias leyes importantes.

## Cuarto consulado y un nuevo triunfo
En 335 a. C. Corvus fue elegido cónsul por cuarta vez con el Marco Atilio Régulo Caleno, ya que los sidicinos se habían sumado a los ausones de Cales, y el Senado estaba ansioso de que la guerra debía ser confiada a un general en el que podían confiar completamente. Los cónsules en consecuencia no realizaron un sorteo para sus provincias, y el de Cales fue dado a Corvo. Él no decepcionó a las expectativas. Cales fue tomada por asalto, y, dada la importancia estratégica de su ubicación, los romanos establecieron allí una colonia de 2.500 hombres. Corvo obtuvo el honor de un triunfo, y también el sobrenombre de Calenus producto de la conquista de la ciudad.
Con la excepción de los años 332 a. C. y 320 a. C., en la que actuó como interrex, no volvemos a oír de Corvo durante varios años. El M. Valerio, quien fue uno de los legados del dictador Lucio Papirio Cursor que lucharon en una gran batalla contra los samnitas en el año 309 a. C. pretor, es probablemente el mismo Corvo, ya que Livio dice, que él ejerció la pretura cuatro veces como recompensa por sus servicios en batalla, y sabemos que Corvo ejerció la dignidad curul veintiuna veces.

## Su segunda dictadura
En 301 a. C., como consecuencia de los peligros que amenazaban Roma, Corvo, que estaba entonces en sus 70 años, de nuevo fue llamado a ocupar la dictadura. Etruria estaba en armas, y los marsos, uno de los más belicosos vecinos, también se habían alzado. Pero el genio de Corvo obtuvo de nuevo un triunfo. Los marsos fueron derrotados en batalla, varias de sus ciudades fortificadas,  Milionia, Plestina y Fresilia fueron tomadas, y los marsos fueron obligados a renovar su antigua alianza y conformarse con la confiscación de parte de sus tierras. Después de haber terminado rápidamente la guerra contra los marsos, Corvo marchó sobre Etruria, pero, antes de iniciar las operaciones, tuvo que regresar a Roma para renovar los auspicios. En su ausencia, su magister equitum fue atacado por el enemigo, mientras que estaba en una expedición de búsqueda de alimento, y fue encerrado en su campamento con la pérdida de varios de sus hombres y algunas de las enseñas militares. El desastre causó terror en Roma, un justitium o cese completo de los negocios fue proclamado, y las puertas y muros fueron ocupados y vigilados, como si el enemigo estuviera ad portas. Pero la rápida llegada de Corvo al campamento sitiado cambió la situación. Los etruscos fueron derrotados en una gran batalla, y otro triunfo fue agregado a los laureles de Corvus.

## Sus últimos consulados
En el año 300 a. C., Corvo fue elegido cónsul por quinta vez con Quinto Apuleyo Pansa. El estado de las cosas en Roma condujo a su elección en este año. Debía haber habido graves luchas entre los dos órdenes desde hacía algún tiempo antes, y probablemente las dos clases miraron a Corvo como el hombre más indicado para solucionar el conflicto. Durante su consulado la ley Ogulnia fue aprobada, por lo que los colegios de pontífices y augures se abrieron para los plebeyos. El cónsul renovó la ley de sus antepasados, respetando el derecho de apelación (provocatio) de las personas.
En 299 a. C. Corvo fue elegido cónsul por sexta vez en lugar de Tito Manlio Torcuato, que había muerto debido a una caída de su caballo mientras preparaba la guerra de los etruscos. La muerte de un hombre tan famoso y la sensación de que fuera un augurio indujeron a la gente por unanimidad a nombrar a Corvo en la plaza vacante. Los etruscos, que habían sido exaltados por la muerte de Torcuato, en cuanto oyeron de la llegada de Corvo, se mantuvieron cerca de sus fortificaciones y no lo provocaron a una batalla, aunque él puso a pueblos enteros en llamas.

## Retirada de la vida pública y legado
A partir de este momento, Corvo se retiró de la vida pública, pero vivió casi treinta años más y alcanzó la edad de cien años. Su salud era buena y vigorosa hasta el final, y es frecuentemente mencionada por los escritores romanos posteriores como un ejemplo memorable de los favores de la fortuna. Vivió para ver a Pirro expulsado de Italia, y el dominio de Roma establecido firmemente en la península. Murió cerca del año 271 a. C., siete años antes del comienzo de la primera guerra púnica.
Una estatua de Valerio Corvo fue erigida por Augusto, en su propio foro, junto con las estatuas de los otros grandes héroes romanos.